# استاتز موتور
استاتز موتور (انگلیسی: Stutz Motor) شرکت خودروسازی آمریکایی بود، که در سال ۱۹۱۱ توسط هری استاتز تأسیس شد.